# Hacelia inarmata
Hacelia inarmata is een zeester uit de familie Ophidiasteridae.
De wetenschappelijke naam van de soort werd in 1895 gepubliceerd door René Koehler.